# Théo Faure
Théo Alexandre Faure (ur. 12 października 1999 w Pessac) – francuski siatkarz, grający na pozycji atakującego, reprezentant kraju. 
Jego ojciec Stéphane był siatkarzem i również matka Beate Bühler (Niemka). Ma o rok starszego brata o imieniu Rémi.

## Sukcesy klubowe
Mistrzostwo Francji:
- 2022

Superpuchar Francji:
- 2022[5]

## Sukcesy reprezentacyjne
Liga Narodów:
- 2024[6]
- 2021

Igrzyska Olimpijskie:
- 2024[7]

## Nagrody indywidualne
- 2022: MVP Superpucharu Francji